# Audevälja
 Audevälja – wieś w Estonii, w prowincji Harju, w gminie Padise.